# Паола Руффо ди Калабриа
Королева Паола (урожд. Паола Маргерита Мария Антония Консилья, итал. Paola Margherita Maria Antonia Consiglia; род. 11 сентября 1937, Форте-дей-Марми, Италия) — королева Бельгии, супруга Альберта II.

## Биография
Донна Паола Маргерита Мария Антония Консилья родилась 11 сентября 1937 года и была младшей дочерью принца Фулько Руффо ди Калабрия, 6-го герцога ди Гуардия Ломбарда (1884—1946) и его супруги донны Луизы Газелли деи Конти ди Россана э ди Сан Себастьяно (1896—1989). Семья состояла из 7 детей: Мария Кристина (1920-2003), 
Лаура (1921-1972), Фабрицио (1922-2005), Аугусто (1925-1943), Джованнелла (1927-1941), Антонелло (1930-2017), Паола. Получила домашнее образование. Владеет итальянским, французским, английским и немецким языками.

## Брак и дети
В 1958 году в Риме на торжествах по случаю вступления на папский престол папы римского Иоанна XXIII познакомилась с наследным принцем Альбертом, младшим братом короля Бельгии Бодуэна I.
2 июля 1959 года в Брюсселе состоялась свадьба наследника бельгийского престола Альберта и донны Паолы. В браке родилось 3 детей:
- Филипп (род. 15 апреля 1960) — с 1993 года наследник престола, с 21 июля 2013 года король Бельгии, женат на Матильде д’Удекем д’Акоз, имеют четверых детей:
  - Елизавета, герцогиня Брабантская (род. 2001) — первая в очереди наследования трона Бельгии;
  - Габриэль (род. 2003);
  - Эммануэль (род. 2005);
  - Элеонора (род. 2008);
- Астрид (род. 5 июня 1962) — супруга австрийского эрцгерцога Лоренца, имеет пятерых детей:
  - Амедео (род. 1986)
  - Мария Лаура (род. 1988)
  - Иоахим (род. 1991)
  - Луиза Мария (род. 1995)
  - Летиция Мария (род. 2003)
- Лоран (род. 19 октября 1963) — женат на Клэр Кумбс, имеют троих детей:
  - Луиза (род. 2004);
  - Николай (род. 2005);
  - Эймерик (род. 2005).

## Общественная жизнь
В 1993 году, после смерти короля Бодуэна I, бельгийский трон унаследовал её супруг, ставший королём бельгийцев Альбертом II.
Согласно Конституции Бельгии королеве не предписывается каких-либо обязанностей. Однако она участвует в общественной жизни страны и помогает супругу в выполнении представительских функций. Королева Паола сопровождает мужа во время официальных визитов, посещает официальные церемонии и приёмы, участвует в культурной деятельности, организуя концерты и выставки.
Особое внимание Паола уделяет помощи молодёжи из бедных слоёв. В 1992 году был организован фонд «Queen Paola Foundation», направленный на поддержку организаций, работающих с молодежью, главная цель которых — помочь адаптироваться молодым людям, найти работу, получить образование и борьба с наркотиками. Королева Паола является почётным президентом организации «Child Focus», которая занимается розыском пропавших детей по всему миру.

## Титулы
- Донна Паола Руффо ди Калабрия (1937—1959)[1]
- Её Королевское Высочество Принцесса Льежская (1959—1993)
- Её Величество Королева бельгийцев (1993—2013)
- Её Величество Королева (с 2013)

## Награды
| State honours                         |            |                                                                                    |                        |
|                                       | Австрия    | Большая звезда Почёта За заслуги перед Австрийской Республикой (1997)              | [ 2 ]                  |
|                                       | Болгария   | Лента ордена Стара Планина (2003)                                                  | Фото                   |
|                                       | Дания      | Рыцарь ордена Слона                                                                | Фото                   |
|                                       | Эстония    | Дама ордена Креста земли Марии 1 класса (2008)                                     | Фото                   |
|                                       | Финляндия  | Командор Большого креста ордена Белой розы (2004)                                  | Фото                   |
|                                       | Германия   | Дама Большого креста специальной степени ордена За заслуги перед ФРГ               | Photo                  |
|                                       | Ватикан    | Дама цепи ордена Святого Гроба Господнего Иерусалимского (1995)                    | website                |
|                                       | Ватикан    | Крест «За заслуги перед Церковью и Папой»                                          | website                |
|                                       | Италия     | Дама Большого креста ордена За заслуги перед Итальянской Республикой (12 мая 1998) | Сайт ордена            |
|                                       | Япония     | Дама Большой ленты ордена Драгоценной короны                                       | Фото 1, Фото 2         |
|                                       | Латвия     | Командор Большого креста ордена Трёх Звёзд                                         | Recipients list (.doc) |
|                                       | Литва      | Дама Большого креста ордена Витаутаса Великого                                     | Официальные новости    |
|                                       | Люксембург | Рыцарь ордена Золотого льва Нассау                                                 | Photo                  |
| Ribbon Wissam al Mohamadi Morocco.png | Марокко    | Кавалер специальной степени ордена Мухамадийя                                      | Photo                  |
|                                       | Нидерланды | Дама Большого креста ордена Нидерландского льва                                    | Фото                   |
|                                       | Норвегия   | Дама Большого креста ордена Святого Олафа (2003)                                   | Фото                   |
|                                       | Польша     | Дама ордена Белого орла                                                            | Фото                   |
|                                       | Португалия | Дама Большого креста ордена Христа (13 декабря 1999)                               | Фото 1, Фото 2         |
|                                       | Румыния    | Дама Большого креста ордена Звезды Румынии (2009)                                  | Официальный список     |
|                                       | Швеция     | Дама ордена Серафимов                                                              | Фото                   |
|                                       | Испания    | Дама Большого креста ордена Карлоса III (16 September 1994)                        | [ 3 ]                  |